# گریگور هاسراتیان
گریگور هاسراتیان (ارمنی: Գրիգոր Հովհաննեսի Հասրաթյան؛  زادهٔ ۲۴ نوامبر ۱۹۱۸ - درگذشته ۱۰ مهٔ ۲۰۰۱) سیاستمدار اهل ارمنستان که از تاریخ ۱۷ دسامبر ۱۹۶۲ تا تاریخ ۱۲ فوریه ۱۹۷۵ سمت شهردار ایروان را برعهده داشت.

## زندگی‌نامه
وی در ۲۴ نوامبر ۱۹۱۸  در آشوتاوان به دنیا آمد و  دانشگاه پلی‌تکنیک ارمنستان فارغ‌التحصیل گشت. همچنین برندهٔ جوایزی همچون نشان پرچم سرخ کار شده‌است. وی در ۱۰ مهٔ ۲۰۰۱ در سن ۸۲ سالگی در ایروان درگذشت.

## نگارخانه

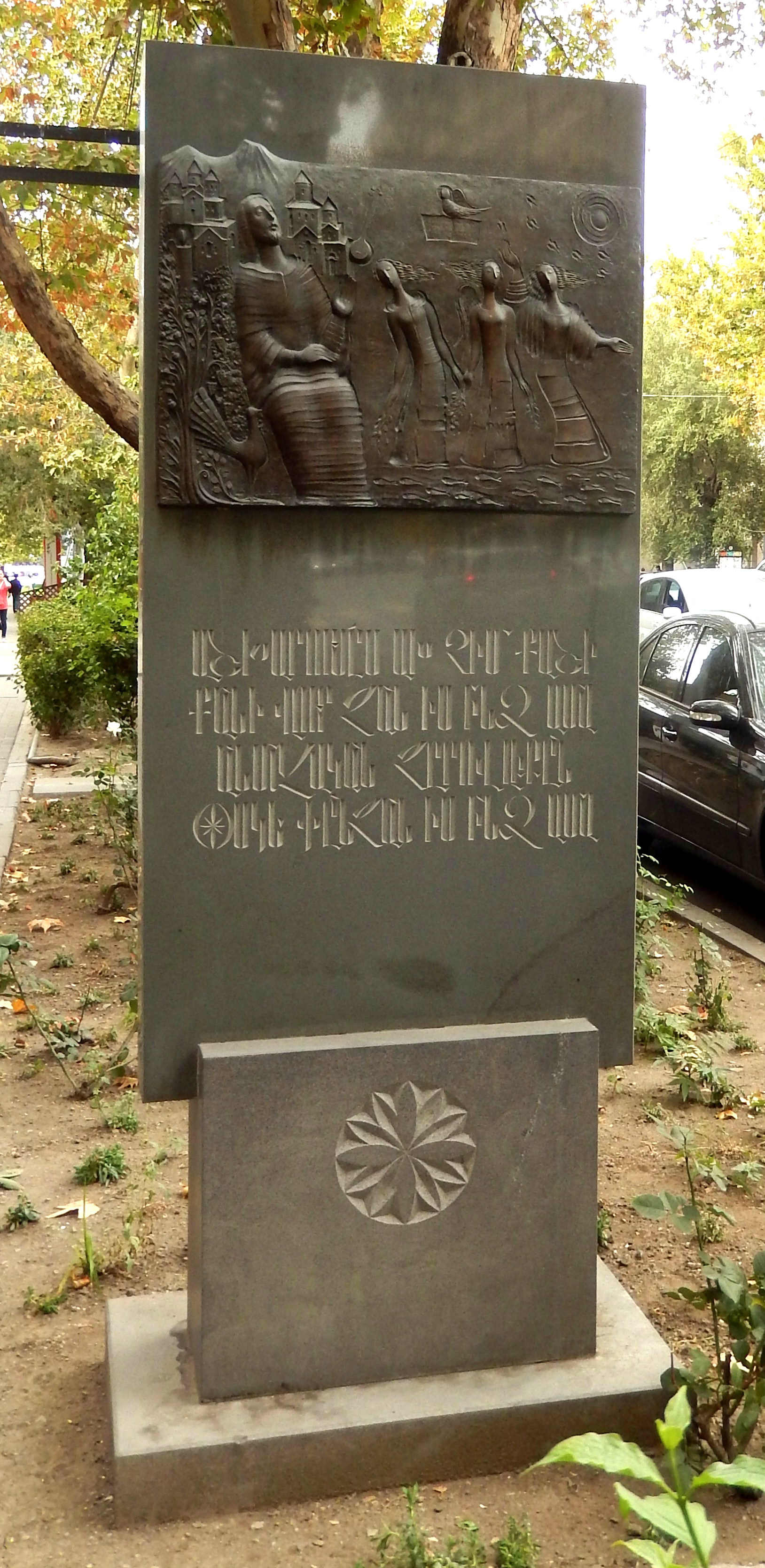